# Parque botánico de Launay
El parque botánico de Launay (en francés: Parc Botanique de Launay, también Parc botanique d'Orsay  o  Parc de l'Université Paris XI) es un jardín botánico y arboreto de 90 hectáreas de extensión, localizado en el campus de la  Université Paris-Sud XI en Orsay. 
Este jardín botánico es miembro de la prestigiosa « Jardins botaniques de France et des pays francophones ».
El código de identificación del Parc Botanique de Launay como  miembro del "Botanic Gardens Conservation Internacional" (BGCI), así como las siglas de su herbario es ORSAY.

## Localización

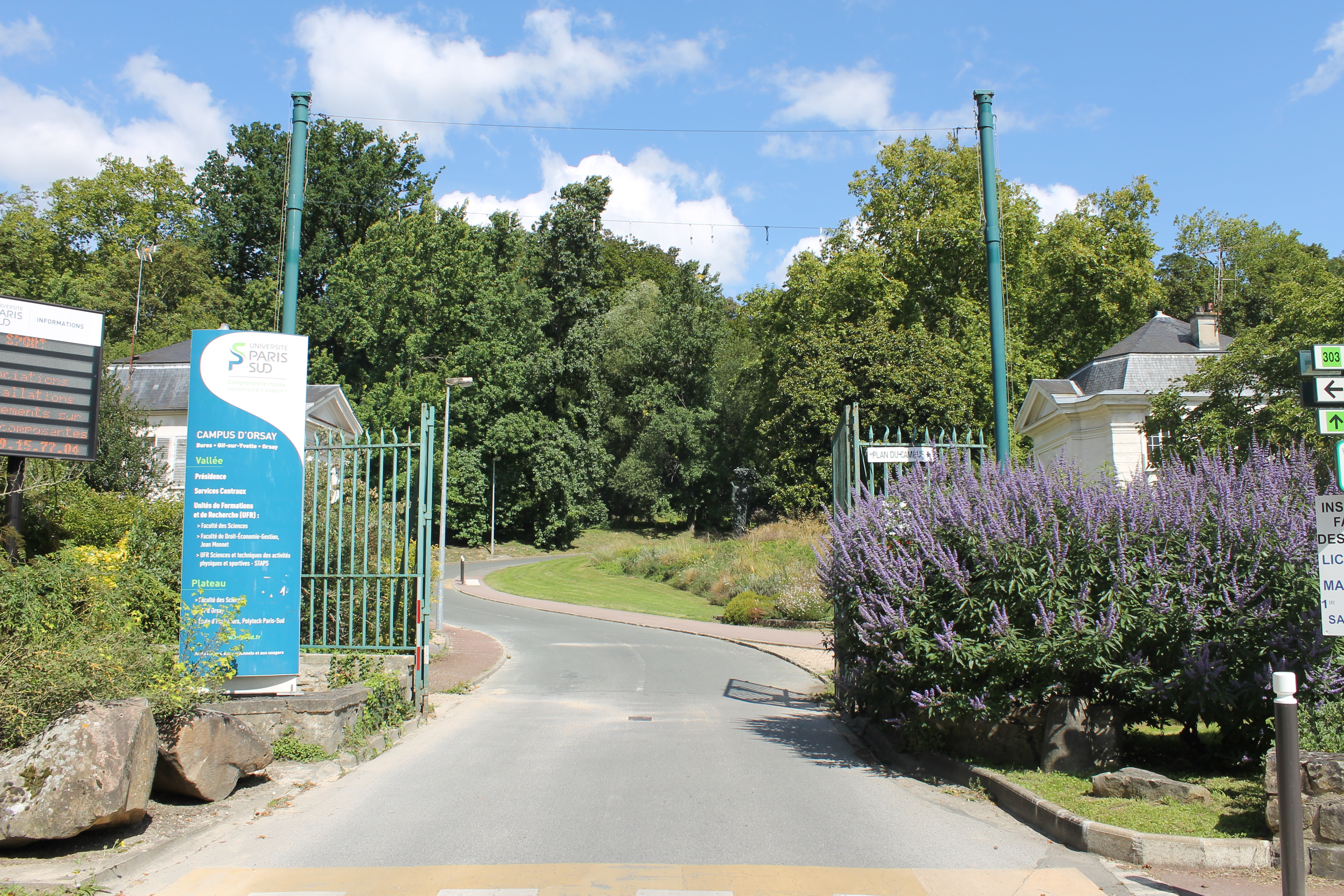
Entrada al campus de Orsay.

Se ubica en el campus de 3 rue Georges-Clemenceau,  Orsay, Département de Essonne, Île-de-France, France-Francia. 
Parc Botanique de Launay, Université Paris-Sud XI - Parc Botanique de Launay, Bâtiment 309A - F-91405, Orsay Cedex.
Se encuentra abierto a diario. La entrada es libre.

## Historia
La universidad fue creada en 1954 en un campus de 240 hectáreas a lo largo del río Yvette. 
En 1965 porciones del campus fueron diseñadas como un parque botánico. 

## Colecciones
En la actualidad contiene unas 15.000 plantas que representan unos 2500 taxones, incluyendo 333 géneros y 99 familias. 
El parque tiene numerosas plantas leñosas tales como Aesculus indica, Alangium platanifolium, Asimina triloba, Baillona juncea, Cornus capitata, Cudrania tricuspidata, Daphniphyllum macropodum, Eucalyptus pauciflora, Firmania simplex, Foresteria neomexicana, y  Hovenia dulcis. 
Además alberga:
- Rosaleda con una colección de rosas antiguas con (150 cultivares),
- Camellia (140 cultivares),
- Aceres (93 cultivares),
- Colección de plantas endémicas de Madagascar incluyendo Alluaudia y Pachypodium.
- El campus también contiene cerca de 550 m² de invernaderos de  investigación.

Detalles
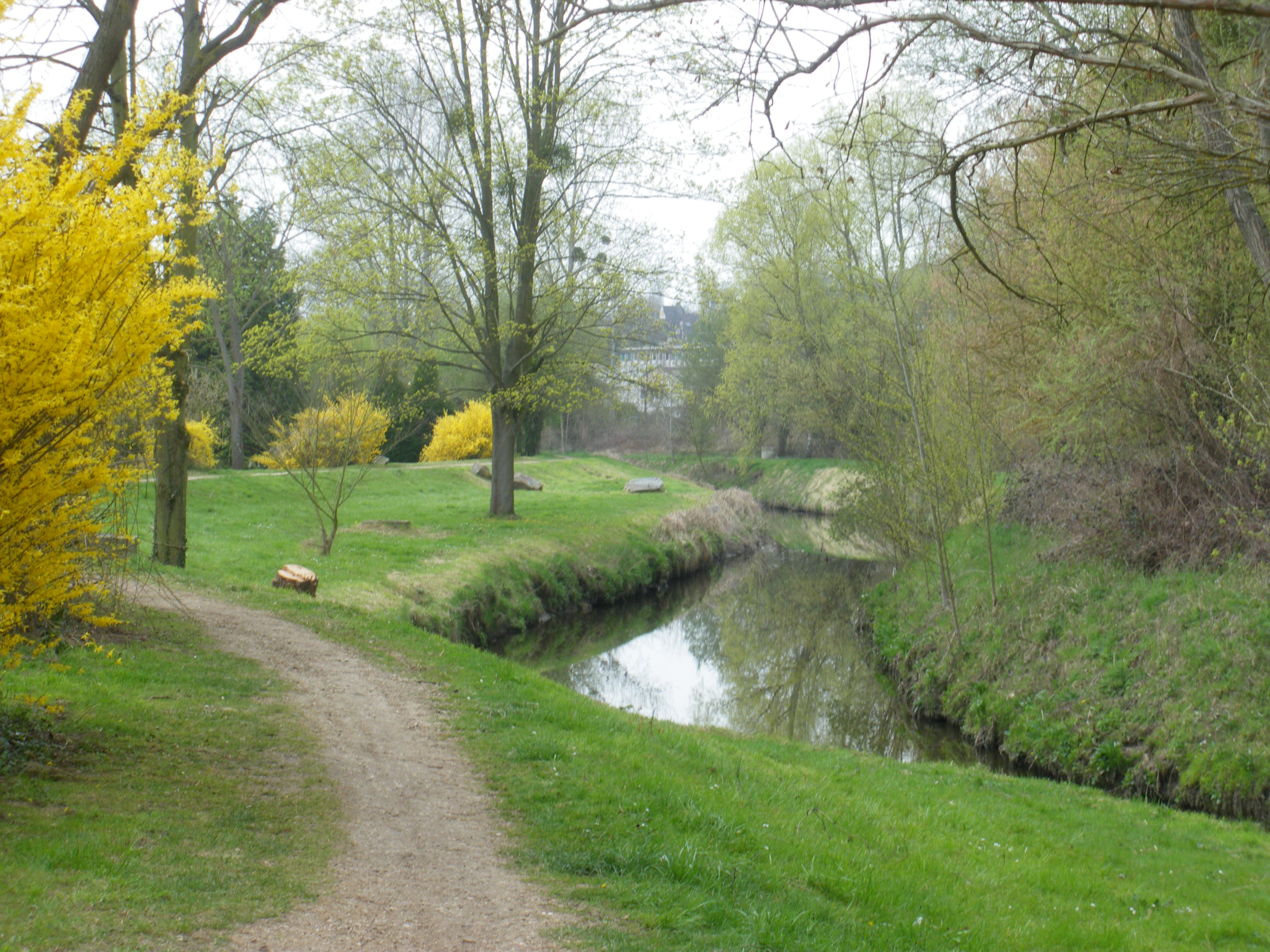
El río Yvette en el campus de Orsay.
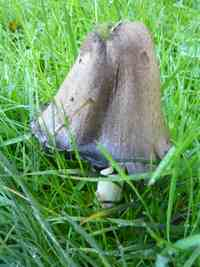
Hongo en el campus de Orsay.